# Wybory parlamentarne na Łotwie w 2018 roku

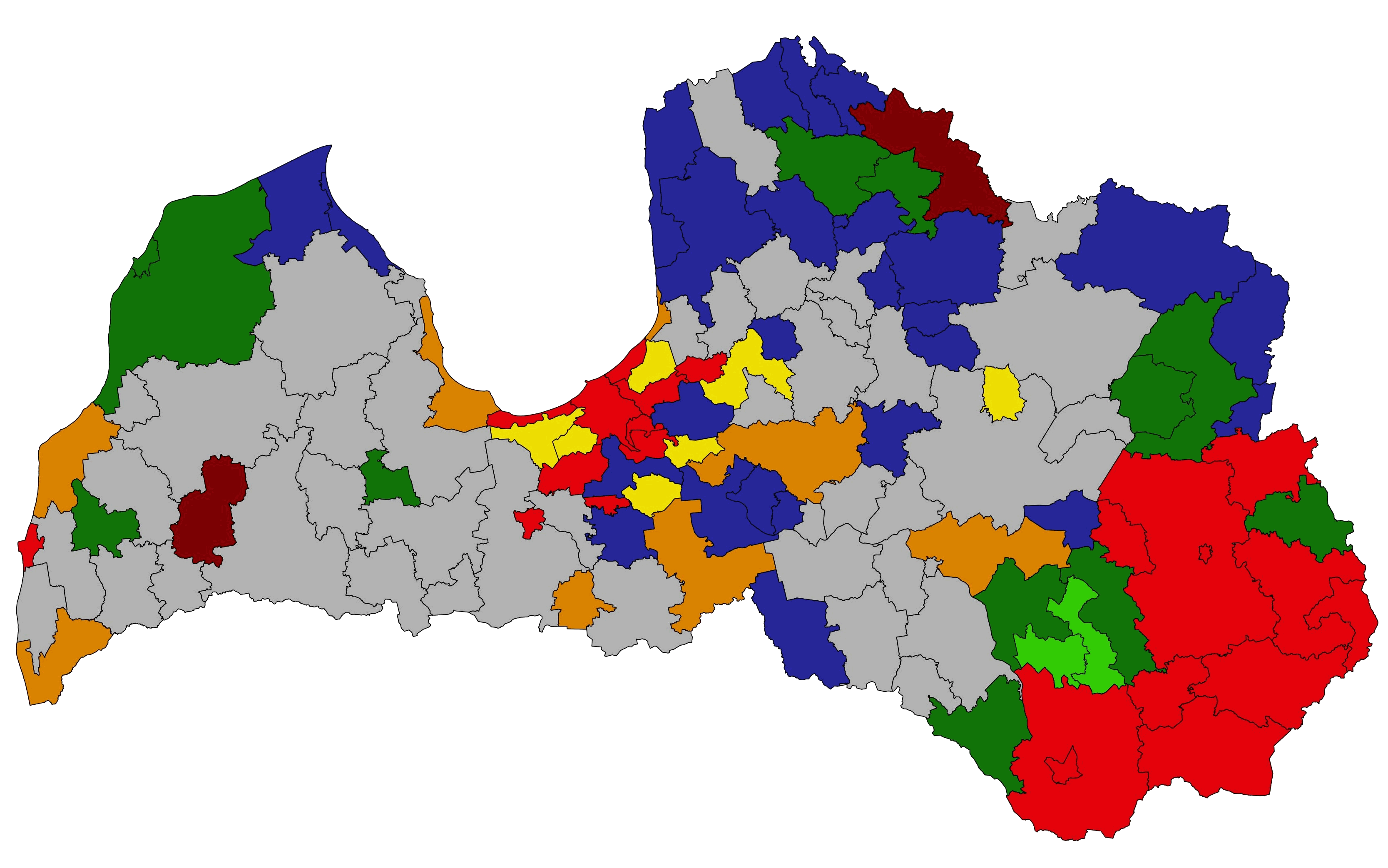
Wybory parlamentarne na Łotwie 2018, największa partia według gminy

Wybory parlamentarne na Łotwie w 2018 roku (łot. 13.Saeimas vēlēšanas – wybory do Sejmu XIII kadencji) odbyły się w sobotę 6 października.
Celem głosowania był wybór 100 posłów do Sejmu XIII kadencji. Wybory odbyły się w pięciu okręgach wyborczych: Ryga, Łatgalia, Kurlandia, Semigalia, Vidzeme. Uprawnieni do głosowania w wyborach byli obywatele Łotwy, którzy najpóźniej w dniu wyborów ukończyli 18 lat.
O miejsca w parlamencie ubiegało się szesnaście ugrupowań. Dwie trzecie kandydatów stanowili mężczyźni, Łotysze, głównie między 31 a 60 rokiem życia. Najmłodszy kandydat miał 21 lat, najstarszy 88. Narodowość rosyjską zadeklarowało 4,9% kandydatów. 18 kandydatów na posłów posiadało obywatelstwo obcego państwa.
W wyborach startowały następujące partie:
1. Rosyjski Związek Łotwy
2. Nowa Partia Konserwatywna
3. Eiroskeptiķu Rīcības partija
4. Zjednoczenie Narodowe „Wszystko dla Łotwy!” – TB/LNNK
5. Postępowi
6. Łotewska Partia Centrum 
7. Sojusz SKG
8. Od Serca dla Łotwy
9. Socjaldemokratyczna Partia „Zgoda”
10. Dla Rozwoju Łotwy/Ruch Za!
11. Łotewskie Zjednoczenie Regionów
12. Łotewscy Nacjonaliści 
13. Nowa Jedność
14. O Alternatywę
15. KPV LV
16. Związek Zielonych i Rolników